# Grenade à main type 91
La grenade à main type 91 (ou plus simplement grenade type 91) est une grenade utilisée par l'armée impériale japonaise.

## Historique et développement
L'armée impériale japonaise, notant que ces grenades a courte portée étaient révolues, a entrepris des efforts pour optimiser ces armes pour la lutte contre l'infanterie. La première grenade à fragmentation jetée a été la type 10. Peu après l'introduction de la grenade Type 10 pour les troupes de combat en première ligne, un certain nombre de questions ont été soulevées. Quand la main-jetée, l'instabilité et l'imprécision du mécanisme de fusibles a fait que le Type 10 était à peu près autant une menace pour le lanceur que pour le destinataire. Par ailleurs, l'arme a été considéré comme n'ayant pas, et manquait de létalité désiré. En 1931, l'Armée du Bureau technique développé une version améliorée destinée à répondre à ces questions. Après avoir soigneusement étudié l'emploi de grenades et de mortiers sur le champ de bataille, l'armée japonaise a développé un système unifié de grenades à main et grenades à fusil.

## Conception

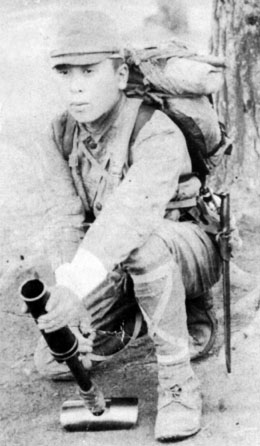
Grenade à main type 91, tirée par un lance grenade type 89, dans l'armée japonaise en 1942.

La conception de la grenade de Type 91 était presque identique à la Type 10. La principale différence résidait dans la fusée du Type 91. Comme avec la Type 10, une douille filetée dans le bas du corps permettait la fixation d'une charge propulsive pour l'utilisation à partir du lance-grenades Type 10 ou Type 89, ou d'un empennage à ailettes pour l'utiliser comme une grenade à fusil, tiré depuis un lanceur de type mâle. Le détonateur était activé après un délai, initié en tirant sur une goupille de sécurité et frappant le haut du capuchon. La grenade avait alors un délai de 7 à 8 secondes avant la détonation. Cette fonctionnalité a été intégrée dans le cadre du Type 91 pouvant servir à comme grenade à fusil ou comme projectile tiré avec le lance-grenades Type 89, le long délai a permet un temps de vol plus long pour atteindre des cibles éloignées. Utilisé comme une grenade à fusil, la grenade recevra un empennage ou une charge charge propulsive avec amorce pour une utilisation avec le lance-grenade, le détonateur dans les deux cas sera activé automatiquement par un petit ressort lors du tir. De plus, la grenade Type 91 pouvait être utilisée comme un piège en enlevant la goupille de sécurité et de la mise sous un panneau de plancher, une chaise ou un cadavre.
Cependant, la Type 91, ainsi que d'autres grenades à main japonaise ont souffert de défauts de fabrication et de production du détonateur, du corps de la grenade, ou/et de la charge explosive, ce qui entraîne des défauts de mise à feu, ou une fragmentation incomplète ou variable du corps de la grenade. Pendant la guerre, ces défauts ne furent pas résolus.

## Sources
- (en) US Department of War, Handbook on Japanese Military Forces, TM-E 30-480 (1945), Bâton-Rouge, Louisiana State University Press, 1994 reprint, poche (ISBN 978-0-8071-2013-2, LCCN 91020930)
- (en) Rottman, Gordon L., Japanese Infantryman 1937-1945, Oxford, Osprey Publishing, 2005, poche (ISBN 978-1-84176-818-2)
- (en) Departments of the Army and the Air Force, Japanese Explosive Ordnance, TM 9-1985-4, 1953